# ستيفان روز
ستيفان روز (بالإنجليزية: Stephan Rose)‏ هو ملاكم غياني يصنف ضمن فئة وزن الديك. حقق الميدالية البرونزية في دورة الألعاب الأمريكية 1991.

## إحصائيات
خاض خلال مسيرته 14 نزالا، فاز في 7 ولم يتعادل وخسر في 7. فاز بالضربة القاضية في 5 نزالات.

## الميداليات
| الميدالية | المسابقة                    |
| --------- | --------------------------- |
| برونزية   | دورة الألعاب الأمريكية 1991 |

## روابط خارجية
- ستيفان روز على موقع بوكس ريك (الإنجليزية) (registration required)